# 相良頼直
相良 頼直（さがら よりなお）は、江戸時代後期の人吉藩の家老。

## 生涯
文化7年（1810年）4月1日、人吉藩の第12代藩主相良頼徳の三男として人吉で生まれた。三男だったために内田氏の養子に出されたが、叔父の相良織部頼匡の子・相良頼為が死去したため、頼匡の養子となって跡を継いだ。しかし藩政の主導権をめぐって家老の田代政典と対立する。
このような中で、天保12年（1841年）2月に茸山騒動が起こる。田代が改革の一環として座（特権商人制度）を設け、豊後国より椎茸栽培を導入したことにより、椎茸山への入山を禁止するなどしたことに不満を抱いた藩内一円の農民約1万人が、特権商人宅などに打ちこわしを行なった事件である。この事件により政典は引責自害し、座が廃止されることで事件は収拾した。このとき、田代の責任を追及したのが頼直である。このため悪政を行なった田代を成敗した正義の味方として、頼直は領民から信望を集めたといわれる。
しかし天保13年（1842年）2月21日、登城すると同時に藩主相良長福の命令で切腹を命じられた。享年33。信任していた田代を自害に追いやったことを長福が恨んでいたためといわれる。死後、頼直は領民に慕われて「左仲様」と呼ばれたという。
ちなみに、当時の大衆議派（相良一族ではない武士）の家老の家禄は、家禄の自発的返上の影響などもあってかおおむね300石、田代政典でも250石であるが（実質高はその約1/3）、そんな中にあって頼直の家禄は800石に及んでいた。頼直死後、その跡を継いだ福直には、300石を減らした500石が扶持されている。

## 人物
頼直の世話役として、頼徳の弟・頼匡の子である井口藤左衛門が任じられているが、頼徳は藤左衛門宛ての文政11年（1828年）12月16日付けの書簡にて、「左仲儀兎角気儘ノ様子 追々夫（それ）トナク耳ニ入リ其心配致シ候」と記しており、頼直の性格に難があった様子が窺える。ちなみに藤左衛門は、茸山騒動の2か月後の4月6日に自害している。